# Akron (Michigan)
Akron – wieś w Stanach Zjednoczonych, w stanie Michigan, w hrabstwie Tuscola.